# Либеральная партия (Венгрия)
Либеральная партия (собственно Свободомыслящая или Вольнодумная партия, венг. Szabadelvű Párt) — политическая партия в Транслейтании (Австро-Венгрия), появилась в результате слияния партии Деака и партии левого центра в 1875 году.

## Деятельность
Представляла интересы средней и крупной буржуазии Венгрии. Была сторонницей сохранения австро-венгерского соглашения 1867 года, по которому Венгрия была дуалистической монархией. Также была сторонницей союза с Германией. Была правящей партией с 1875 по 1905 годы. После поражения на парламентских выборах 1905 года самораспустилась. Её преемницей с 1905 по 1918 годы считалась Национальная партия труда.